# 美國軍事政府台灣旗

美國軍事政府台灣旗（Flag for USMG in Taiwan）乃林志昇、何瑞元美屬台灣群島方案中自稱代表美國軍事政府（USMG）軍事佔領台灣的識別旗幟，以1960年7月4日正式啟用的五十州美國國旗為基礎；綠色台灣為標示，台灣中央星星的四道白色光芒分別代表自由、民主、平等、人權；由鄧芬慧設計發表。

## 歷史沿革與發展

### 首次發表的事件
- 2007年10月11日，鄧芬慧發表了台灣平民政府旗幟（Taiwan Civil Government's flag）；此旗幟的設計風格與台灣平民民主黨黨旗[3]和台灣平民共和黨黨旗[4]是一致的，經過網際網路的轉貼進行宣傳[5]。這面旗幟一開始發表的時候是被命名為台灣平民政府旗幟；並不是美國軍事政府台灣旗[6]。
- 由於林志昇與何瑞元的理論載明，台灣平民政府旗幟必須透過公開徵選與設計；然而這面台灣平民政府旗幟的出現卻是美國國務院相關人士提供給林志昇，與其自身理論不符。即使1945年9月1日美軍登陸台灣宣示佔領，識別的旗幟絕對是軍事政府的代表旗幟；在軍事政府還沒正式運作就出現平民政府的旗幟並不正常，於是這面原本代表台灣平民政府的旗幟面臨了更改名稱的命運。不過這個更改名稱的過程是偷偷進行的黑箱作業，並未週知公眾修改的原因與相關的紀錄[7]。

1945年當時的美國國旗

### 更改為美國軍事政府台灣旗的矛盾
2007年10月23日，美屬台灣群島方案官方宣傳網頁中有關台灣平民政府旗幟的文字敘述部分被更改為美國軍事政府台灣旗，其目的是為了強化「第二次世界大戰日本戰敗後管轄台灣、澎湖的美國軍事政府機構至今依然存在」這個論述。這面由鄧芬慧在2007年秋天以1960年7月4日正式啟用五十州的美國國旗為設計基礎的旗幟，其官方網站宣稱林志昇經美國國務院相關人士告知；這面美國軍事政府台灣旗在西元1945年9月1日曾經在台灣出現過。
關於1945年9月1日盟軍在台灣基隆港登岸的歷史文件紀錄，在柯喬治（George H. Kerr，又譯葛超智）所著的《被出賣的台灣》（Formosa Betrayed）一書〈九月的解放者〉（September Liberators）文章中，並沒有提到美國軍事政府台灣旗或台灣平民政府旗幟的相關文字紀錄；林志昇等人聲稱這面旗幟於1945年9月1日曾經在台灣出現過的說法，並沒有歷史文件給予背書。
1945年的美國國旗是48顆星星，這是根據1912年7月4日所公布的美國國旗版本，一直沿用了47年。今天的阿拉斯加州與夏威夷州，在1945年時還是美國的海外屬地，並未建州加入美利堅合眾國。也就是說，林志昇與鄧芬慧在設計這面旗幟時，只為了用來凸顯1945年美國軍事政府在台灣確實曾經運作，來佐證美屬台灣群島方案的假設成立；他們並未考慮美國國旗演進的歷史紀錄，如此偽造歷史文件的行為也凸顯了美屬台灣群島方案論述的薄弱。
面對這面旗幟的來歷與質疑，設計者之一的鄧芬慧於2009年1月發表文章澄清，並認為質疑者「不鼓勵則罷，更進而為文攻訐，可說是居心叵測」。